# Stereomita andropogonis
Stereomita andropogonis är en fjärilsart som beskrevs av Braun 1922. Stereomita andropogonis ingår i släktet Stereomita och familjen stävmalar. Inga underarter finns listade i Catalogue of Life.